# Kjell Carlström
Kjell Carlström, nascido a 18 de outubro de 1976 em Borga, é um ex ciclista finlandês. Foi profissional a partir de 2002 quando estreiou na Amore & Vita-Beretta. Depois passou ao Liquigas (2005) e as temporadas de 2010 e 2011 correu para a equipa Team Sky. Tem sido campeão da Finlândia em estrada em 2000, 2004, 2009 e 2011. Também tem ganhado uma etapa da Paris-Nice em 2008. Terminou segundo na oitava etapa do Tour de France de 2006 disputada entre Saint-Méen-le-Grand e Lorient só superado por Sylvain Calzati.
Desde 2013 é o director desportivo da nova equipa suíça IAM Cycling. Depois do desaparecimento desta equipa em 2016, exerceu para o conjunto Cycling Academy Team a partir a temporada de 2017.

## Palmarés
| 1997 - 2º no Campeonato da Finlândia em Estrada 1998 - 2º no Campeonato da Finlândia em Estrada 1999 - Volta à Sérvia, mais 1 etapa 2000 - Campeonato da Finlândia em Estrada 2002 - 3º no Campeonato da Finlândia em Estrada 2003 - 1 etapa do Tour de Queensland - 2º no Campeonato da Finlândia em Estrada - 3º no Campeonato da Finlândia Contrarrelógio 2004 - Campeonato da Finlândia em Estrada - Uniqa Classic, mais 1 etapa | 2005 - 1 etapa da Uniqa Classic 2007 - 2º no Campeonato da Finlândia em Estrada 2008 - 1 etapa da Paris-Nice - 2º no Campeonato da Finlândia em Estrada 2009 - Campeonato da Finlândia em Estrada 2010 - 2º no Campeonato da Finlândia em Estrada 2011 - Campeonato da Finlândia em Estrada |

## Resultados nas grandes voltadas
| Carreira           | 2002 | 2003 | 2004 | 2005 | 2006 | 2007 | 2008 | 2009 | 2010 | 2011 |
| ------------------ | ---- | ---- | ---- | ---- | ---- | ---- | ---- | ---- | ---- | ---- |
| Giro d'Italia      | -    | -    | -    | -    | -    | -    | 123º | 62º  | -    | -    |
| Tour de France     | -    | -    | -    | 141º | 132º | 76º  | -    | -    | -    | -    |
| Volta a Espanha    | -    | -    | -    | -    | 120º | -    | -    | 91º  | Ab.  | -    |
| Mundial em Estrada | -    | -    | Ab.  | -    | 84º  | -    | 61º  | -    | -    | -    |

-: não participa

Ab.: abandono